# Корнель Бардоцький
Корнель Бардоцький (угор. Kornél Bardóczky; нар. 5 липня 1978) — колишній угорський тенісист.
Найвищу одиночну позицію світового рейтингу — 254 місце досяг 5 липня 2004, парну — 130 місце — 3 травня 2004 року.
Завершив кар'єру 2012 року.

## Фінали сателітів, ф'ючерсів і челленджерів

### Одиночний розряд: 27 (18–9)
| Легенда (одиночний розряд) |
| -------------------------- |
| Тур ATP Челленджер (0–0)   |
| Тур ITF Ф'ючерс (13–7)     |
| ITF Satellites (5–2)       |

| Титули за покриттям |
| ------------------- |
| Тверде (1–0)        |
| Ґрунт (17–7)        |
| Трава (0–0)         |
| Килим (0–2)         |

| Результат | В-П  | Дата     | Турнір                         | Рівень  | Покриття  | Суперник                    | Рахунок            |
| --------- | ---- | -------- | ------------------------------ | ------- | --------- | --------------------------- | ------------------ |
| Перемога  | 1–0  | Сер 1997 | Будапешт, Угорщина             | Сателіт | Ґрунт     | Маріано Дельфіно            | 6–3, 6–7, 7–5      |
| Перемога  | 2–0  | Сер 1997 | Белград, Югославія             | Сателіт | Ґрунт     | Гергей Кішдєрдь             | 6–4, 7–6           |
| Поразка   | 2–1  | Лют 1998 | Австрія F1, Берггайм           | Ф'ючерс | Килим (i) | Борут Урх                   | 3–6, 1–6           |
| Поразка   | 2–2  | Чер 1998 | Угорщина F1, Будапешт          | Ф'ючерс | Ґрунт     | Райнер Фаленті              | 4–6, 6–4, 4–6      |
| Перемога  | 3–2  | Чер 1998 | Угорщина F2, Будапешт          | Ф'ючерс | Ґрунт     | Інґо Ноймюллер              | 7–5, 4–6, 6–4      |
| Поразка   | 3–3  | Сер 1999 | Будапешт, Угорщина             | Сателіт | Ґрунт     | Крістіан Кордас             | 2–6, 1–6           |
| Перемога  | 4–3  | Лип 2000 | Угорщина F3, Будапешт          | Ф'ючерс | Ґрунт     | Юрай Гашко                  | 6–3, 0–6, 6–2      |
| Перемога  | 5–3  | Сер 2001 | Ниш, Югославія                 | Сателіт | Ґрунт     | Ян Мінарж                   | 6–4, 3–6, 6–1      |
| Перемога  | 6–3  | Кві 2002 | Кувейт F1, Mishref             | Ф'ючерс | Тверде    | Яспер Сміт                  | 6–0, 6–3           |
| Перемога  | 7–3  | Вер 2002 | Барі, Італія                   | Сателіт | Ґрунт     | Андреас Сеппі               | 6–2, 6–4           |
| Поразка   | 7–4  | Вер 2003 | Угорщина F3, Капошвар          | Ф'ючерс | Ґрунт     | Габрієль Трухільйо Солер    | 3–6, 1–6           |
| Поразка   | 7–5  | Вер 2003 | Угорщина F3, Шопрон            | Ф'ючерс | Ґрунт     | Марко Нойтейбль             | 6–7(5–7), 3–6      |
| Поразка   | 7–6  | Жов 2003 | Хорватія F9, Велий Лошинь      | Ф'ючерс | Ґрунт     | Алан Маккін                 | 3–6, 5–7           |
| Поразка   | 7–7  | Бер 2004 | Ічичі, Хорватія                | Сателіт | Ґрунт     | Марко Мірнеґґ               | 0–6, 1–6           |
| Перемога  | 8–7  | Бер 2004 | Ічичі, Хорватія                | Сателіт | Ґрунт     | Саша Туксар                 | 4–6, 7–5, 7–5      |
| Перемога  | 9–7  | Тра 2004 | Угорщина F2, Годмезевашаргей   | Ф'ючерс | Ґрунт     | Мелле ван Ґемерден          | 7–5, 6–3           |
| Перемога  | 10–7 | Чер 2004 | Німеччина F8, Лойн             | Ф'ючерс | Ґрунт     | Тобіас Камке                | 6–2, 6–3           |
| Перемога  | 11–7 | Лип 2005 | Румунія F9, Хунедоара (місто)  | Ф'ючерс | Ґрунт     | Віктор-Мугурел Анагнастопол | 6–3, 5–7, 6–4      |
| Перемога  | 12–7 | Сер 2005 | Угорщина F4, Капошвар          | Ф'ючерс | Ґрунт     | Ярослав Поспішил            | 7–5, 6–3           |
| Перемога  | 13–7 | Вер 2005 | Угорщина F5, Сольнок           | Ф'ючерс | Ґрунт     | Лукаш Росол                 | 6–2, 6–1           |
| Перемога  | 14–7 | Вер 2005 | Угорщина F6, Будапешт          | Ф'ючерс | Ґрунт     | Шебе Кіш                    | 4–6, 6–2, 7–5      |
| Перемога  | 15–7 | Лип 2006 | Румунія F13, Хунедоара (місто) | Ф'ючерс | Ґрунт     | В'єкослав Скендерович       | 6–4, 6–4           |
| Поразка   | 15–8 | Бер 2007 | Хорватія F4, Врсар             | Ф'ючерс | Ґрунт     | Конор Ніланд                | 4–6, 4–6           |
| Перемога  | 16–8 | Чер 2007 | Німеччина F6, Марбург (місто)  | Ф'ючерс | Ґрунт     | Петер Гойовчик              | 7–6(7–1), 2–6, 7–5 |
| Перемога  | 17–8 | Сер 2007 | Німеччина F12, Ессен           | Ф'ючерс | Ґрунт     | Александер Флок             | 6–4, 6–3           |
| Перемога  | 18–8 | Сер 2008 | Німеччина F13, Вецлар          | Ф'ючерс | Ґрунт     | Маріус Цай                  | 6–1, 6–3           |
| Поразка   | 18–9 | Жов 2010 | Греція F2, Парос               | Ф'ючерс | Килим     | Адам Кельнер                | 2–3 ret.           |

### Парний розряд 52 (32–20)
| Легенда (парний розряд)  |
| ------------------------ |
| Тур ATP Челленджер (6–4) |
| Тур ITF Ф'ючерс (18–11)  |
| ITF Satellites (8–5)     |

| Титули за покриттям |
| ------------------- |
| Тверде (1–1)        |
| Ґрунт (30–19)       |
| Трава (0–0)         |
| Килим (1–0)         |

| Результат | В-П   | Дата     | Турнір                                     | Рівень     | Покриття | Партнер          | Суперники                                    | Рахунок             |
| --------- | ----- | -------- | ------------------------------------------ | ---------- | -------- | ---------------- | -------------------------------------------- | ------------------- |
| Перемога  | 1–0   | Вер 1997 | Будва, Югославія                           | Сателіт    | Ґрунт    | Міклош Янчо      | Матей Пампулов Милен Велев                   | 6–2, 7–6            |
| Поразка   | 1–1   | Вер 1997 | Будапешт, Угорщина                         | Челленджер | Ґрунт    | Міклош Янчо      | Небойша Джорджевич Душан Вемич               | 1–6, 6–3, 4–6       |
| Поразка   | 1–2   | Тра 1998 | Німеччина F5, Швабський Галль              | Ф'ючерс    | Ґрунт    | Тамаш Дєрдь      | Маркус Менцлер Маркус Вісльсперґер           | 4–6, 6–3, 6–7       |
| Перемога  | 2–2   | Чер 1998 | Угорщина F1, Будапешт                      | Ф'ючерс    | Ґрунт    | Міклош Янчо      | Антоні Ла Порт Сіріль Сольньє                | 6–4, 5–7, 6–4       |
| Поразка   | 2–3   | Чер 1998 | Угорщина F2, Будапешт                      | Ф'ючерс    | Ґрунт    | Міклош Янчо      | Ласло Фоно Крістіан Керестеш                 | 1–6, 6–7            |
| Поразка   | 2–4   | Лип 1998 | Будапешт, Угорщина                         | Сателіт    | Ґрунт    | Золтан Надь      | Франтішек Чермак Петр Дезорт                 | 6–2, 7–6            |
| Перемога  | 3–4   | Гру 1998 | Шарм-еш-Шейх, Єгипет                       | Сателіт    | Ґрунт    | Золтан Надь      | Мелвін оп дер Гейде Мелле ван Ґемерден       | 6–1, 4–6, 6–3       |
| Поразка   | 3–5   | Кві 1999 | Тучепи, Хорватія                           | Сателіт    | Ґрунт    | Петер Мадараші   | Іво Карлович Ґоран Орешич                    | 2–6, 2–6            |
| Поразка   | 3–6   | Сер 1999 | Будапешт, Угорщина                         | Сателіт    | Ґрунт    | Золтан Берецький | Тамаш Дєрдь Віктор Коцан                     | 6–2, 5–7, 6–7       |
| Поразка   | 3–7   | Вер 1999 | Україна F5, Горлівка                       | Ф'ючерс    | Ґрунт    | Юрій Щукін       | Скотт Баррон Андреас Таттермуш               | 3–6, 6–7            |
| Перемога  | 4–7   | Тра 2000 | Спліт, Хорватія                            | Сателіт    | Ґрунт    | Ласло Фоно       | Золтан Берецький Тамаш Дєрдь                 | 6–4, 6–2            |
| Поразка   | 4–8   | Бер 2001 | Пореч, Хорватія                            | Сателіт    | Ґрунт    | Йонуц Молдован   | Браніслав Секач Павел Шнобел                 | 4–6, 6–3, 3–6       |
| Перемога  | 5–8   | Чер 2001 | Угорщина F1, Шопрон                        | Ф'ючерс    | Ґрунт    | Золтан Надь      | Міхал Мертиняк Браніслав Секач               | 7–6(7–3), 6–3       |
| Перемога  | 6–8   | Лип 2001 | Угорщина F2, Печ (Угорщина)                | Ф'ючерс    | Ґрунт    | Золтан Надь      | Хосе Марія Арнедо Франк Мозер                | 6–2, 7–5            |
| Перемога  | 7–8   | Лип 2001 | Угорщина F3, Будапешт                      | Ф'ючерс    | Ґрунт    | Золтан Надь      | Серхіо Еліас Мусалем Франк Мозер             | 6–2, 7–5            |
| Перемога  | 8–8   | Сер 2001 | Новий Сад, Югославія                       | Сателіт    | Ґрунт    | Золтан Надь      | Дарко Маджаровський Александер Слович        | 5–7, 6–1, 6–4       |
| Перемога  | 9–8   | Вер 2001 | Белград, Югославія                         | Сателіт    | Ґрунт    | Золтан Надь      | Ніколо Котто Марко Педріні                   | 6–4, 6–0            |
| Поразка   | 9–9   | Вер 2002 | Ашаффенбург, Німеччина                     | Челленджер | Ґрунт    | Золтан Надь      | Дієго дель Ріо Андрес Шнейтер                | 3–6, 6–3, 3–6       |
| Поразка   | 9–10  | Жов 2002 | Галатіна, Італія                           | Сателіт    | Ґрунт    | Іво Клець        | Андреас Сеппі Сімоне Ваньйоцці               | 6–4, 4–6, 6–7(5–7)  |
| Поразка   | 9–11  | Лют 2003 | Португалія F2, Ешпіню                      | Ф'ючерс    | Ґрунт    | Гергей Кішдєрдь  | Міхал Мертиняк Марко Мірнеґґ                 | 5–7, 6–4, 3–6       |
| Поразка   | 9–12  | Лют 2003 | Португалія F3, Ешпіню                      | Ф'ючерс    | Ґрунт    | Гергей Кішдєрдь  | Міхал Мертиняк Марко Мірнеґґ                 | 4–6, 4–6            |
| Перемога  | 10–12 | Тра 2003 | Угорщина F1, Мішкольц                      | Ф'ючерс    | Ґрунт    | Гергей Кішдєрдь  | Леонардо Аццаро Лукаш Кубот                  | 7–6(8–6), 6–3       |
| Перемога  | 11–12 | Тра 2003 | Угорщина F2, Годмезевашаргей               | Ф'ючерс    | Ґрунт    | Гергей Кішдєрдь  | Шебе Кіш Жольт Татар                         | 6–1, 7–6(7–4)       |
| Перемога  | 12–12 | Тра 2003 | Будапешт, Угорщина                         | Челленджер | Ґрунт    | Гергей Кішдєрдь  | Томас Блейк Джейсон Маршалл                  | 7–6(7–4), 6–0       |
| Перемога  | 13–12 | Чер 2003 | Сербія та Чорногорія F3, Белград           | Ф'ючерс    | Ґрунт    | Ярослав Поспішил | Мірко Пегар Александер Слович                | 6–0, 6–4            |
| Перемога  | 14–12 | Лип 2003 | Оберштауфен, Німеччина                     | Челленджер | Ґрунт    | Гергей Кішдєрдь  | Ігнасіо Гонсалес Кінґ Рікарду Шлахтер        | 4–6, 7–6(7–4), 6–2  |
| Перемога  | 15–12 | Сер 2003 | Саранськ, Росія                            | Челленджер | Ґрунт    | Мартін Штепанек  | Лукаш Кубот Орест Терещук                    | 7–6(7–3), 6–3       |
| Поразка   | 15–13 | Вер 2003 | Будапешт, Угорщина                         | Челленджер | Ґрунт    | Гергей Кішдєрдь  | Ігнасіо Гонсалес Кінґ Хуан Пабло Гусман      | 5–7, 6–4, 3–6       |
| Поразка   | 15–14 | Жов 2003 | Хорватія F9, Велий Лошинь                  | Ф'ючерс    | Ґрунт    | Марко Ткалець    | Філіпп Мюллнер Герберт Вільчніґ              | 5–7, 0–1 ret.       |
| Перемога  | 16–14 | Бер 2004 | Ічичі, Хорватія                            | Сателіт    | Ґрунт    | Марко Мірнеґґ    | Никола Чирич Давид Савич                     | 6–3, 7–5            |
| Перемога  | 17–14 | Бер 2004 | Ічичі, Хорватія                            | Сателіт    | Ґрунт    | Марко Мірнеґґ    | Альберт Лончарич Роберт Лончарич             | 3–6, 6–3, 6–4       |
| Перемога  | 18–14 | Бер 2004 | Ічичі, Хорватія                            | Сателіт    | Ґрунт    | Марко Мірнеґґ    | Ладіслав Храмоста Давід Мікета               | 1–0 ret.            |
| Перемога  | 19–14 | Тра 2004 | Рим, Італія                                | Челленджер | Ґрунт    | Гергей Кішдєрдь  | Даніеле Джорджині Мануель Джоркуера          | 7–6(7–4), 4–6, 6–4  |
| Перемога  | 20–14 | Тра 2004 | Угорщина F2, Годмезевашаргей               | Ф'ючерс    | Ґрунт    | Габр'єл Морару   | Жольт Татар Мелле ван Ґемерден               | 7–5, 6–7(3–7), 6–3  |
| Перемога  | 21–14 | Тра 2004 | Будапешт, Угорщина                         | Челленджер | Ґрунт    | Гергей Кішдєрдь  | Даніеле Браччалі Мануель Джоркуера           | 6–4, 6–2            |
| Поразка   | 21–15 | Чер 2004 | Німеччина F8, Лойн                         | Ф'ючерс    | Ґрунт    | Ян Мертл         | Мартін Сланар Павел Шнобел                   | 6–4, 4–6, 1–6       |
| Перемога  | 22–15 | Сер 2004 | Корденонс, Італія                          | Челленджер | Ґрунт    | Леонардо Аццаро  | Андреа Мераті Крістоф Рохус                  | 6–2, 6–0            |
| Поразка   | 22–16 | Вер 2004 | Ашаффенбург, Німеччина                     | Челленджер | Ґрунт    | Гергей Кішдєрдь  | Ота Фукарек Ян Вацек                         | 6–3, 4–6, 3–6       |
| Перемога  | 23–16 | Вер 2005 | Угорщина F5, Сольнок                       | Ф'ючерс    | Ґрунт    | Гергей Кішдєрдь  | Алессандро да Коль Лукаш Росол               | 6–2, 6–1            |
| Поразка   | 23–17 | Вер 2005 | Угорщина F6, Будапешт                      | Ф'ючерс    | Ґрунт    | Гергей Кішдєрдь  | Александер Слович Віктор Троїцький           | 6–4, 6–7(0–7), 3–6  |
| Перемога  | 24–17 | Лис 2006 | Бразилія F17, Сан-Паулу                    | Ф'ючерс    | Ґрунт    | Дьордь Балаш     | Андре Мієле Жоао Соуза                       | 6–2, 6–4            |
| Перемога  | 25–17 | Лис 2006 | Бразилія F18, Сан-Паулу                    | Ф'ючерс    | Ґрунт    | Аттіла Балаж     | Марко Гвальді Маттія Ліврагі                 | 4–6, 6–3, 7–6(10–8) |
| Перемога  | 26–17 | Чер 2007 | Німеччина F6, Марбург (місто)              | Ф'ючерс    | Ґрунт    | Денеш Лукач      | Ерік Хвойка Філіпп Піямонґколь               | 7–5, 5–7, 6–4       |
| Перемога  | 27–17 | Вер 2007 | Німеччина F16, Фрідберг                    | Ф'ючерс    | Ґрунт    | Шебе Кіш         | Даніел Лаґендал Міхел Меєр                   | 6–4, 7–6(7–4)       |
| Перемога  | 28–17 | Гру 2007 | Домініканська Республіка F3, Санто-Домінго | Ф'ючерс    | Тверде   | Адам Кельнер     | Філіпп Де Бонневі Родрігу-Антоніу Гріллі     | 6–0, 6–3            |
| Перемога  | 29–17 | Тра 2008 | Чехія F4, Карлові Вари                     | Ф'ючерс    | Ґрунт    | Мартін Вацек     | Андрей Мартін Мілослав Мечирж                | w/o                 |
| Поразка   | 29–18 | Бер 2009 | Хорватія F3, Пореч                         | Ф'ючерс    | Ґрунт    | Дьордь Балаш     | Марин Брадарич Анте Накич-Алфиревич          | 5–7, 5–7            |
| Поразка   | 29–19 | Тра 2009 | Боснія і Герцеговина F1, Добой             | Ф'ючерс    | Ґрунт    | Крістіан Крочко  | Денніс Блемке Джаррид Маер                   | 4–6, 4–6            |
| Поразка   | 29–20 | Жов 2009 | Таїланд F4, Бангкок                        | Ф'ючерс    | Тверде   | Адам Кельнер     | Роман Єбави Рубін Стейтам                    | 4–6, 4–6            |
| Перемога  | 30–20 | Жов 2010 | Греція F2, Парос                           | Ф'ючерс    | Килим    | Адам Кельнер     | Константінос Ікономідіс Александрос Якуповіч | 6–2, 6–4            |
| Перемога  | 31–20 | Лип 2011 | Австрія F3, Фібербрунн                     | Ф'ючерс    | Ґрунт    | Мислав Хижак     | Ріккардо Беллотті Геральд Мельцер            | 7–6(7–2), 6–4       |
| Перемога  | 32–20 | Бер 2012 | Хорватія F4, Пореч                         | Ф'ючерс    | Ґрунт    | Аттіла Балаж     | Штефен Монеке Марк Зібер                     | 2–6, 6–1, [10–8]    |

## Кубок Девіса

### Участі: (29–20)
| Участь у матчах груп |
| -------------------- |
| Світова група (0–0)  |
| WG play-off (0–0)    |
| Група I (1–1)        |
| Група II (24–19)     |
| Група III (4–0)      |
| Група IV (0–0)       |

| Матчів за покриттям |
| ------------------- |
| Тверде (7–8)        |
| Ґрунт (19–11)       |
| Трава (0–0)         |
| Килим (3–1)         |

| Матчів за розрядом       |
| ------------------------ |
| Одиночний розряд (17–13) |
| Парний розряд (12–7)     |

- ▲ ▼ позначає результат матчу на Кубок Девіса, після чого вказано дату, місце проведення і тип покриття тенісного корту.

| Rubber outcome | Ранг | Rubber | Тип матчу (партнер, якщо є)                                                                                                | Країна-суперниця | Гравець(вці)-суперник(и)                                                                                                   | Рахунок |
| ▼2–3; 19–21 вересня 1997; Római Tennis Academy, Будапешт, Угорщина; плей-оф на вибування Групи I зони Європа/Африка; ґрунт            | ▼2–3; 19–21 вересня 1997; Római Tennis Academy, Будапешт, Угорщина; плей-оф на вибування Групи I зони Європа/Африка; ґрунт | ▼2–3; 19–21 вересня 1997; Római Tennis Academy, Будапешт, Угорщина; плей-оф на вибування Групи I зони Європа/Африка; ґрунт | ▼2–3; 19–21 вересня 1997; Római Tennis Academy, Будапешт, Угорщина; плей-оф на вибування Групи I зони Європа/Африка; ґрунт | ▼2–3; 19–21 вересня 1997; Római Tennis Academy, Будапешт, Угорщина; плей-оф на вибування Групи I зони Європа/Африка; ґрунт | ▼2–3; 19–21 вересня 1997; Római Tennis Academy, Будапешт, Угорщина; плей-оф на вибування Групи I зони Європа/Африка; ґрунт | ▼2–3; 19–21 вересня 1997; Római Tennis Academy, Будапешт, Угорщина; плей-оф на вибування Групи I зони Європа/Африка; ґрунт |
| --- | --- | --- | --- | --- | --- | --- |
| Поразка | 1 | I | Одиночний розряд | Збірна України з тенісу в Кубку Девіса                                                                                     | Андрій Медведєв | 2–6, 2–6, 2–6 |
| Перемога | 2 | V | Одиночний розряд (Матч без турнірного значення)                                                                            | Збірна України з тенісу в Кубку Девіса                                                                                     | Андрій Рибалко | 6–0, 6–4 |
| ▲4–1; 1–3 травня 1998; Római Tennis Academy, Будапешт, Угорщина; перший раунд Групи II зони Європа/Африка; ґрунт                      | | | | | | |
| Перемога | 3 | III | Парний розряд (з Аттілою Шавольтом)                                                                                        | Ірландія | Овен Кейсі / Том Гамілтон                                                                                                  | 6–3, 6–4, 1–6, 6–1 |
| ▲3–2; 17–19 липня 1998; Római Tennis Academy, Будапешт, Угорщина; другий раунд Групи II зони Європа/Африка; ґрунт                     | | | | | | |
| Перемога | 4 | II | Одиночний розряд | Словенія | Ізток Божич | 6–0, 6–3, 1–6, 6–4 |
| Поразка | 5 | V | Одиночний розряд (Матч без турнірного значення)                                                                            | Словенія | Андрей Крачман | 6–4, 5–7, 3–6 |
| ▲5–0; 30 квітня – 2 травня 1999; Római Tennis Academy, Будапешт, Угорщина; перший раунд Групи II зони Європа/Африка; ґрунт            | | | | | | |
| Перемога | 6 | V | Одиночний розряд (Матч без турнірного значення)                                                                            | Греція | Пантеліс Мосхутіс | 6–4, 7–6(7–2) |
| ▼2–3; 20–22 липня 2001; Skagen Tennis Center, Скаген, Данія; другий раунд Групи II зони Європа/Африка; тверде                         | | | | | | |
| Поразка | 7 | II | Одиночний розряд | Данія | Крістіан Плесс | 3–6, 1–6, 7–6(7–2), 3–6 |
| Поразка | 8 | V | Одиночний розряд (Матч без турнірного значення)                                                                            | Данія | Йонатан Прінцлау | 7–6(7–2), 6–7(3–7), 6–7(7–9), 1–6                                                                                          |
| ▼1–4; 3–5 травня 2002; National Tennis Centre, Еш-сюр-Альзетт, Люксембург; перший раунд Групи II зони Європа/Африка; тверде (з)       | | | | | | |
| Поразка | 9 | I | Одиночний розряд | Люксембург | Майк Шайдвайлер | 7–6(7–2), 2–6, 2–6, 5–7 |
| ▲3–0; 3 лютого 2003; Sidi Fredj Tennis Center, Sidi Fredj, Алжир; Europe/Africa Zone Group III Pool A round robin; ґрунт              | | | | | | |
| Перемога | 10 | II | Одиночний розряд | Естонія | Майт Кюннап | 6–3, 6–1 |
| ▲3–0; 4 лютого 2003; Sidi Fredj Tennis Center, Sidi Fredj, Алжир; Europe/Africa Zone Group III Pool A round robin; ґрунт              | | | | | | |
| Перемога | 11 | II | Одиночний розряд | Madagascar | Donne-Dubert Radison | 6–0, 7–5 |
| ▲3–0; 5 лютого 2003; Sidi Fredj Tennis Center, Sidi Fredj, Алжир; Europe/Africa Zone Group III Pool A round robin; ґрунт              | | | | | | |
| Перемога | 12 | II | Одиночний розряд | Намібія | Jean-Pierre Huish | 6–1, 6–1 |
| ▲3–0; 6 лютого 2003; Sidi Fredj Tennis Center, Sidi Fredj, Алжир; плей-оф за вихід далі Групи III зони Європа/Африка; ґрунт           | | | | | | |
| Перемога | 13 | II | Одиночний розряд | Литва | Роландас Мурашка | 6–2, 6–3 |
| ▲4–1; 9–11 квітня 2004; Fitzwilliam Lawn Tennis Club, Дублін, Ірландія; перший раунд Групи II зони Європа/Африка; килим (з)           | | | | | | |
| Перемога | 14 | II | Одиночний розряд | Ірландія | Кевін Соренсен | 3–6, 5–7, 6–4, 7–6(7–5), 6–3                                                                                               |
| Перемога | 15 | III | Парний розряд (з Гергеєм Кішдєрдєм)                                                                                        | Ірландія | Он Коллінз / David J. Mullins                                                                                              | 4–6, 6–1, 7–5, 1–6, 6–4 |
| ▲3–2; 16–18 липня 2004; Gellért Leisure Centre, Сегед, Угорщина; другий раунд Групи II зони Європа/Африка; ґрунт                      | | | | | | |
| Перемога | 16 | I | Одиночний розряд | Норвегія | Гельґе Колл-Фраф'єр | 6–2, 6–1, 6–1 |
| Перемога | 17 | III | Парний розряд (з Гергеєм Кішдєрдєм)                                                                                        | Норвегія | Ян Фруде Андерсен / Frederick Sundsten                                                                                     | 6–3, 6–4, 6–3 |
| Поразка | 18 | IV | Одиночний розряд | Норвегія | Ян Фруде Андерсен | 3–6, 4–6, 7–6(10–8), 6–4, 3–6                                                                                              |
| ▼0–3; 24–26 вересня 2004; Gellért Leisure Centre, Сегед, Угорщина; плей-оф за вихід далі Групи II зони Європа/Африка; ґрунт           | | | | | | |
| Поразка | 19 | I | Одиночний розряд | Сербія і Чорногорія | Борис Пашанскі | 7–6(7–5), 4–6, 4–6, 2–6 |
| Поразка | 20 | III | Парний розряд (з Гергеєм Кішдєрдєм)                                                                                        | Сербія і Чорногорія | Душан Вемич / Ненад Зімоньїч                                                                                               | 3–6, 2–6, 2–6 |
| ▼2–3; 15–17 липня 2005; Viccourt Tennis Club, Донецьк, Україна; другий раунд Групи II зони Європа/Африка; тверде                      | | | | | | |
| Поразка | 21 | II | Одиночний розряд | Збірна України з тенісу в Кубку Девіса                                                                                     | Орест Терещук | 4–6, 2–6, 6–3, 6–2, 3–6 |
| Поразка | 22 | III | Парний розряд (з Гергеєм Кішдєрдєм)                                                                                        | Збірна України з тенісу в Кубку Девіса                                                                                     | Михайло Філіма / Орест Терещук                                                                                             | 7–6(7–3), 6–7(2–7), 4–6, 4–6                                                                                               |
| Перемога | 23 | IV | Одиночний розряд (Матч без турнірного значення)                                                                            | Збірна України з тенісу в Кубку Девіса                                                                                     | Михайло Філіма | 3–6, 7–6(8–6), 7–6(7–5) |
| ▲5–0; 7–9 квітня 2006; Hódmezővásárhelyi Tennis Club, Годмезевашаргей, Угорщина; перший раунд Групи II зони Європа/Африка; тверде (з) | | | | | | |
| Перемога | 24 | II | Одиночний розряд | Єгипет | Шеріф Сабри | 7–6(7–4), 6–1, 6–3 |
| Перемога | 25 | III | Парний розряд (з Гергеєм Кішдєрдєм)                                                                                        | Єгипет | Карім Маамун / Мохамед Мамун                                                                                               | 6–4, 7–6(7–5), 6–4 |
| Перемога | 26 | IV | Одиночний розряд (Матч без турнірного значення)                                                                            | Єгипет | Мохамед Мамун | 7–5, 6–3 |
| ▲3–2; 21–23 липня 2006; Lokomotiv Plovdiv Tennis Club, Пловдив, Болгарія; другий раунд Групи II зони Європа/Африка; ґрунт             | | | | | | |
| Перемога | 27 | I | Одиночний розряд | Болгарія | Ілія Кушев | 7–5, 6–3, 6–0 |
| Перемога | 28 | III | Парний розряд (з Гергеєм Кішдєрдєм)                                                                                        | Болгарія | Йордан Канев / Івайло Трайков                                                                                              | 4–6, 6–4, 6–4, 6–7(3–7), 11–9                                                                                              |
| ▼2–3; 22–24 вересня 2006; Római Tennis Academy, Будапешт, Угорщина; плей-оф за вихід далі Групи II зони Європа/Африка; ґрунт          | | | | | | |
| Перемога | 29 | II | Одиночний розряд | Грузія | Ладо Чихладзе | 6–4, 6–7(4–7), 6–1, 6–2 |
| Поразка | 30 | III | Парний розряд (з Гергеєм Кішдєрдєм)                                                                                        | Грузія | Ладо Чихладзе / Іраклій Лабадзе                                                                                            | 6–4, 0–6, 3–6, 2–6 |
| Поразка | 31 | IV | Одиночний розряд | Грузія | Іраклій Лабадзе | 6–7(4–7), 1–6, 7–6(7–2), 6–1, 4–6                                                                                          |
| ▲4–1; 6–8 квітня 2007; Oslo Tennis Arena, Осло, Норвегія; перший раунд Групи II зони Європа/Африка; тверде (з)                        | | | | | | |
| Перемога | 32 | I | Одиночний розряд | Норвегія | Frederik Sletting-Johnsen                                                                                                  | 4–6, 7–6(7–5), 6–2, 7–5 |
| Перемога | 33 | III | Парний розряд (з Гергеєм Кішдєрдєм)                                                                                        | Норвегія | Стіан Боретті / Frederik Sletting-Johnsen                                                                                  | 4–6, 7–6(7–5), 7–6(7–4), 6–2                                                                                               |
| ▼1–4; 20–22 липня 2007; Római Tennis Academy, Будапешт, Угорщина; другий раунд Групи II зони Європа/Африка; ґрунт                     | | | | | | |
| Поразка | 34 | II | Одиночний розряд | Монако | Жан-Рене Лінар | 1–6, 6–3, 6–7(1–7), 4–6 |
| Перемога | 35 | III | Парний розряд (з Шебе Кішем)                                                                                               | Монако | Гійом Куяр / Жан-Рене Лінар                                                                                                | 6–1, 5–7, 4–6, 6–4, 6–2 |
| Поразка | 36 | IV | Одиночний розряд | Монако | Бенжамен Бальре | 7–6(7–5), 7–5, 4–6, 0–6, 0–6                                                                                               |
| ▼2–3; 11–13 квітня 2008; Olympique Mohamed Boudiaf Tennis Club, Алжир (місто), Алжир; перший раунд Групи II зони Європа/Африка; ґрунт | | | | | | |
| Перемога | 37 | I | Одиночний розряд | Алжир | Сліман Сауді | 6–1, 6–4, 6–3 |
| Перемога | 38 | III | Парний розряд (з Робертом Варгою)                                                                                          | Алжир | Лямін Уахаб / Сліман Сауді                                                                                                 | 6–4, 6–3, 7–5 |
| Поразка | 39 | IV | Одиночний розряд | Алжир | Лямін Уахаб | 1–6, 6–4, 6–3, 3–6, 2–6 |
| ▲5–0; 18–20 липня 2008; Thessaloniki Tennis Club, Салоніки, Греція; плей-оф на вибування Групи II зони Європа/Африка; ґрунт           | | | | | | |
| Перемога | 40 | II | Одиночний розряд | Греція | Харалампос Капогіанніс | 6–2, 6–2, 6–4 |
| Перемога | 41 | III | Парний розряд (з Робертом Варгою)                                                                                          | Греція | Харалампос Капогіанніс / Константінос Мікос                                                                                | 6–1, 6–1, 6–1 |
| ▼2–3; 6–8 березня 2009; University Sports Hall, Дьєр, Угорщина; перший раунд Групи II зони Європа/Африка; килим (з)                   | | | | | | |
| Перемога | 42 | III | Парний розряд (з Робертом Варгою)                                                                                          | Болгарія | Григор Димитров / Тодор Енев                                                                                               | 1–6, 6–2, 3–6, 6–2, 6–2 |
| ▼1–4; 5–7 березня 2010; Coral Tennis Club, Таллінн, Естонія; перший раунд Групи II зони Європа/Африка; тверде (з)                     | | | | | | |
| Поразка | 43 | II | Одиночний розряд | Естонія | Юрген Зопп | 6–7(7–9), 1–6, 0–6 |
| Поразка | 44 | III | Парний розряд (з Мартоном Фучовичем)                                                                                       | Естонія | Майт Кюннап / Юрген Зопп                                                                                                   | 3–6, 6–2, 5–7, 7–5, 8–10                                                                                                   |
| ▲4–1; 9–11 липня 2010; Gödöllő Kiskastély, Геделле, Угорщина; плей-оф на вибування Групи II зони Європа/Африка; ґрунт                 | | | | | | |
| Перемога | 45 | III | Парний розряд (з Дьордєм Балашем)                                                                                          | Македонія | Лазар Магдинчев / Предраг Русевський                                                                                       | 3–6, 6–2, 2–6, 6–0, 6–3 |
| ▲5–0; 4–6 березня 2011; National Tennis Centre, Нікосія, Кіпр; перший раунд Групи II зони Європа/Африка; тверде                       | | | | | | |
| Перемога | 46 | III | Парний розряд (з Аттілою Балажем)                                                                                          | Кіпр | Rareș Cuzdriorean / Christopher Koutrouzas                                                                                 | 6–1, 6–4, 6–3 |
| ▲3–2; 8–10 липня 2011; Gödöllő Kiskastély, Геделле, Угорщина; другий раунд Групи II зони Європа/Африка; ґрунт                         | | | | | | |
| Поразка | 47 | III | Парний розряд (з Мартоном Фучовичем)                                                                                       | Білорусь | Володимир Ігнатик / Максим Мирний                                                                                          | 5–7, 7–6(7–4), 7–6(7–2), 1–6, 4–6                                                                                          |
| ▼0–5; 16–18 вересня 2011; Braehead Arena, Глазго, Велика Британія; плей-оф за вихід далі Групи II зони Європа/Африка; тверде (з)      | | | | | | |
| Поразка | 48 | III | Парний розряд (з Аттілою Балажем)                                                                                          | Велика Британія | Колін Флемінг / Росс Гатчінс                                                                                               | 3–6, 4–6, 4–6 |
| ▼2–3; 6–8 квітня 2012; Bujtosi Szabadidő Csarnok, Ньїредьгаза, Угорщина; другий раунд Групи II зони Європа/Африка; килим (з)          | | | | | | |
| Поразка | 49 | III | Парний розряд (з Аттілою Балажем)                                                                                          | Латвія | Ернестс Гулбіс / Андіс Юшка                                                                                                | 7–6(7–5), 3–6, 4–6, 2–6 |